# Whites Seepferdchen
Whites Seepferdchen (Hippocampus whitei) ist ein zwölf Zentimeter langes Seepferdchen, das an der Küste des östlichen Australiens (Mittleres Queensland bis New South Wales) lebt. Es lebt an Schwämmen in Riffen und in Seegraswiesen, immer in der Nähe der Küste, in ruhigen Buchten, meist in Tiefen bis zwanzig Metern, seltener tiefer.
Ein ähnliches Seepferdchen, das bei den Salomonen, dem östlichen Neuguinea und im Golf von Carpentaria gefunden wurde, wird von Kuiter für eine eigene, noch unbeschriebene Art gehalten.

## Fortpflanzung
Whites Seepferdchen lebt meist monogam. Die Paare laichen jeden Monat bei Springflut und Vollmond. Wie bei allen Seepferdchen legt das Weibchen die Eier in eine Bruttasche am Bauch des Männchens. Die 60 bis 80 schlüpfenden Jungen leben, wie die adulten Tiere, gleich am Meeresgrund und haben kein pelagisches Stadium. Whites Seepferdchen ist schon erfolgreich im Aquarium gezüchtet worden.